# 島田村 (静岡県)
島田村（しまだむら）は静岡県の東部、富士郡に属していた村である。現在の富士市中心部の南側にあたる。

## 地理
- 河川：潤井川、沼川

## 歴史

### 村名の由来
旧村名に島や田の字がついた村が多かったためとされる。

### 沿革
- 1889年（明治22年）4月1日 - 町村制の施行により、外木村、田島村、中河原村、津田村、荒田島村、田島新田、中河原新田、青島村［大部分］、依田原村、伝法村［一部］、瓜島村［一部］、蓼原村［一部］、依田原新田［一部］が合併して発足。
- 1940年（昭和15年）4月1日 - 吉原町に編入。同日島田村廃止。

## 交通

### 鉄道路線
鉄道省東海道本線が村域を通過しているが、駅はなかった。また、現在は旧村域に岳南電車岳南線ジヤトコ前駅が所在し、東海道新幹線が通過しているが、当時は未開業。

### 道路
- 国道1号（東海道）